# Togoni
Togoni (en georgiano: ტოგონი) o Tagoni (en abjasio: Тагони) es una aldea que pertenece a la parcialmente reconocida República de Abjasia, dentro del distrito de Ochamchire, aunque de iure es parte del municipio de Gali de la República Autónoma de Abjasia de Georgia.

## Geografía
Togoni se encuentra en la llanura de Samurzajano, a 2 km de Achigvara y a 13 km de Gali. La aldea se administra desde el pueblo de Achigvara.    

## Economía
Durante el período soviético se desarrollaron la fabricación de té y la carpintería.    